# Euphorbia viatilis
Euphorbia viatilis är en törelväxtart som beskrevs av Ernst Heinrich Georg Ule. Euphorbia viatilis ingår i släktet törlar, och familjen törelväxter.
Artens utbredningsområde är Peru. Inga underarter finns listade i Catalogue of Life.